# C+ jing taam
C+ jing taam (em cantonês:  C+偵探; no Brasil: Assassino sem Sombra) é um filme honconguês de 2007, dos gêneros drama e suspense, dirigido por Oxide Pang e protagonizado por Aaron Kwok.
O filme teve uma sequência, The Detective 2, lançado em 2011.

## Sinopse
Detetive particular é contratado para rastrear uma jovem desaparecida que pode estar ligada a uma série de assassinatos na Tailândia.

## Elenco
- Aaron Kwok como Tam
- Liu Kai-chi como inspetor Fung Chak
- Wayne Lai como Sai Wing
- Kenny Wong como Kwong Chi-hung
- Shing Fui-On como Fei Lung
- Jo Koo como Yin